# Are You Shpongled?
Are You Shpongled? (del inglés, ¿Estás Shpongleado?) es el álbum debut de la banda Shpongle. Lanzado en 1999, el álbum sentó el estándar para el downtempo psicodélico, y creó una revolución entre el trance psicodélico y los paisajes sonoro-ambientales.

## Lista de canciones
| N.º | Título                            | Escritor(es) | Duración |  |
| 1.  | «Shpongle Falls»                  |              | 8:33     |  |
| 2.  | «Monster Hit»                     |              | 8:57     |  |
| 3.  | «Vapour Rumours»                  |              | 10:26    |  |
| 4.  | «Shpongle Spores»                 |              | 7:16     |  |
| 5.  | «Behind Closed Eyelids»           |              | 12:29    |  |
| 6.  | «Divine Moments of Truth»         |              | 10:20    |  |
| 7.  | «... And the Day Turned to Night» |              | 19:57    |  |